# Königliche Saline in Arc-et-Senans
Die Königliche Saline in Arc-et-Senans im französischen Département Doubs ist eine vom Architekten Claude-Nicolas Ledoux (1736–1806) im Auftrag von Louis XV. geplante und 1779 fertiggestellte Manufaktur zur Salzgewinnung. Am 15. April 1775 erfolgte die Grundsteinlegung; die Arbeiten dauerten drei Jahre. Sie ist eines der bedeutendsten realisierten Bauprojekte der so genannten Revolutionsarchitektur. In späteren Gedankenspielen erweiterte Ledoux die Saline zu einer Idealstadt namens Chaux, doch wurde dieses Idealstadtprojekt nie realisiert.
1982 wurde die Anlage von der UNESCO in das Verzeichnis des Weltkulturerbes aufgenommen. 2009 wurde das Kulturerbe um die Große Saline von Salins-les-Bains erweitert.

## Lage
Arc-et-Senans liegt in der Region Bourgogne-Franche-Comté, 35 Kilometer südwestlich der Hauptstadt Besançon. Dort findet man eine Hügellandschaft vor, die nach Südosten in den teilweise schroff ansteigenden Jura übergeht. Nach Nordwesten dagegen breitet sich das ebene Tal des Doubs mit seinen Nebenflüssen aus. Das Tal ist Bestandteil des Rhein-Rhône-Grabens, der sich von Frankfurt am Main bis fast nach Marseille erstreckt und damit seit jeher ein wichtiger Fernverkehrsweg ist. In mäßiger Entfernung finden sich um Arc-et-Senans wichtige Handelsstädte wie Basel, Dijon, Lyon, Lausanne und Genf.
In der Franche-Comté leben die Menschen von kleinen Industriebetrieben, der Wein-, Obst- und Käseherstellung und dem Tourismus. Grundlage der zahlreichen Kurbäder sind salzhaltige Wasserquellen, die früher ebenso zahlreiche Salinenbetriebe ermöglichten.

## Saline

### Geschichte
In der Franche-Comté gab es zahlreiche Salinen zur Salzgewinnung aus salzhaltigen Quellen. Schon seit der Römerzeit wurde zum Beispiel in Lons-le-Saunier und Salins-les-Bains Salz gewonnen. Diese Anlagen wurden ständig erweitert und umgebaut. So entstand eine große bauliche Enge, da Salinen stets von einer Mauer umgeben waren, um den Salzdiebstahl einzudämmen. Folge waren mangelhafte hygienische und lüftungstechnische Bedingungen, die Brandgefahr war immens und die Arbeitsabläufe erschwert.
Claude-Nicolas Ledoux  wurde 1771 Bevollmächtigter für die Salzbergwerke in der Franche-Comté und Lothringen.
In dieser Funktion unternahm er 1771 eine Inspektionsreise. Ihm blieben die immensen Probleme der Salinen nicht verborgen, auch die Fabrikarchitektur, „ein Haufen schlecht zusammenpassender Bauteile, (…) aus miserablen Materialien willkürlich zusammengeflickt“, befriedigte ihn nicht. Die Unproduktivität resultierte zu einem nicht unwesentlichen Teil auf der komplizierten Holzversorgung. Rund um die Saline von Salins waren sämtliche Wälder abgeholzt, der Rohstoff musste über mehrere Kilometer herangeschafft werden. Ledoux schlug daher den Bau einer neuen Saline in 17 Kilometer Entfernung von der Solequelle, am Rand des Waldes von Chaux, vor. Das Salzwasser sollte durch Leitungen dorthin geleitet werden, denn „es ist einfacher, das Wasser auf Reisen zu schicken, als einen Wald Stück um Stück durch die Gegend zu fahren.“
König Ludwig XV. verordnete das Projekt als Besitzer sämtlicher Salinen im April 1773, ein Jahr später legte Ledoux seinen ersten Entwurf vor.

#### Erster Entwurf
Dieser folgte einem einfachen Grundmuster: Ein geräumiger, quadratischer Hof, der zum Holzstapeln dient, wird von einem geschlossenen Gebäudekomplex umgeben. An den Ecken und in den Seitenmitten der ansonsten eingeschossigen Flügel liegen zweigeschossige Bauten für besondere Funktionen: In der Mitte der Eingangsseite liegen das Portal mit der Verwaltung. In den Ecken links und rechts liegen Kapelle und Bäckerei in gleichförmiger Weise, was später kritisiert wird. Die Seitenflügel beherbergen Werkstätten und Schmieden, gegenüber dem Portal liegt schließlich die eigentliche Fabrik mit den Solsiedereien. Diagonale, offene Galerien verbinden die Flügelmitten, um kurze, wetterunabhängige Wegeverbindungen zu schaffen. In den Zwischenbauten liegen Arbeiterwohnungen in Form einzelner Zimmer, die einem Gemeinschaftsraum mit zentraler Herdstelle zugeordnet sind. Außerhalb des Hofgevierts liegen den Arbeitern zugewiesene Nutzgärten, um ihr geringes Gehalt zu kompensieren.
Neuartig am Entwurfskonzept war die Aufwertung des Bautyps der Fabrik, der, als eher minderwertiger Bautypus empfunden, üblicherweise mit einfachen Mitteln umgesetzt wird. Ledoux verwendete dagegen überschwänglich das Element der Säule (140 Stück), das eigentlich nur Sakral- und Schlossbauten vorbehalten war, wenn auch in betont einfacher, rustikaler Form im dorischen Stil. Aber auch in dieser Form verletzte dieser „Überfluss an Schönheit“ die anerkannten Regeln von Luxus und Angemessenheit, die convenance, so dass der König den vorliegenden Entwurf ablehnte.

#### Zweiter Entwurf

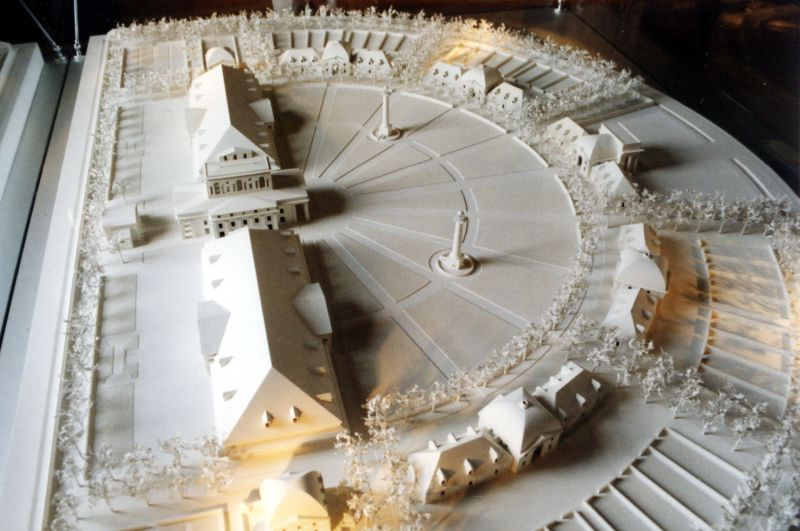
Modell der erbauten Saline (Blick von Westen)

1774 zeichnete Ledoux seinen zweiten Entwurf. Erst jetzt stand der genaue Bauplatz fest und er beschäftigte sich nochmals eingehend mit den Arbeitsabläufen einer Saline. Großen Einfluss scheint auch die Diskussion um den Wiederaufbau des 1772 abgebrannten Pariser Krankenhauses, des Hôtel-Dieu gehabt zu haben. Man forderte eine Bauform, die aufgelockert sein sollte, um die Brandgefahr zu mindern und die Belüftung zu verbessern. Der Arzt Antoine Petit veröffentlichte 1774 ein grundlegendes Schema für Hospitalbau. Er entwarf eine kreisförmige Anlage, mit Bauten, die wie Radspeichen um einen zentralen Pavillon mit Küche und Kapelle angeordnet waren, Petit war gegen eine quadratische Form, die nicht nur mangelhaft zu belüften sei, sondern auch die Versorgung erschwerte.

### Beschreibung der Anlage
Der endgültige Gesamtgrundriss der neuen Saline von Chaux, der 1775 bis 1779 genau zwischen den Dörfern Arc und Senans realisiert wurde, zeigt einen halbkreisförmigen Hof mit einem Durchmesser von 225 Metern. Zehn einzelne, nicht mehr zu einer geschlossenen Front vereinte Pavillons umstehen ihn, hinzu kommen Stallungen und Gärten. Die gesamte Anlage ist ummauert. Das einzige Portalgebäude und vier weitere, ähnlich strukturierte Bauten folgen der Kreislinie im Süden, im Norden begrenzen die Fabrikationsgebäude und Verwaltungsbauten den Hof. Sie flankieren das Haus des Direktors, das den Mittelpunkt der ganzen Anlage bildet. Im Wesentlichen zeigt Ledoux eine Fabrikstadt, die in ihre Bestandteile zerlegt ist, die wiederum in klarer geometrischer Form angeordnet werden.

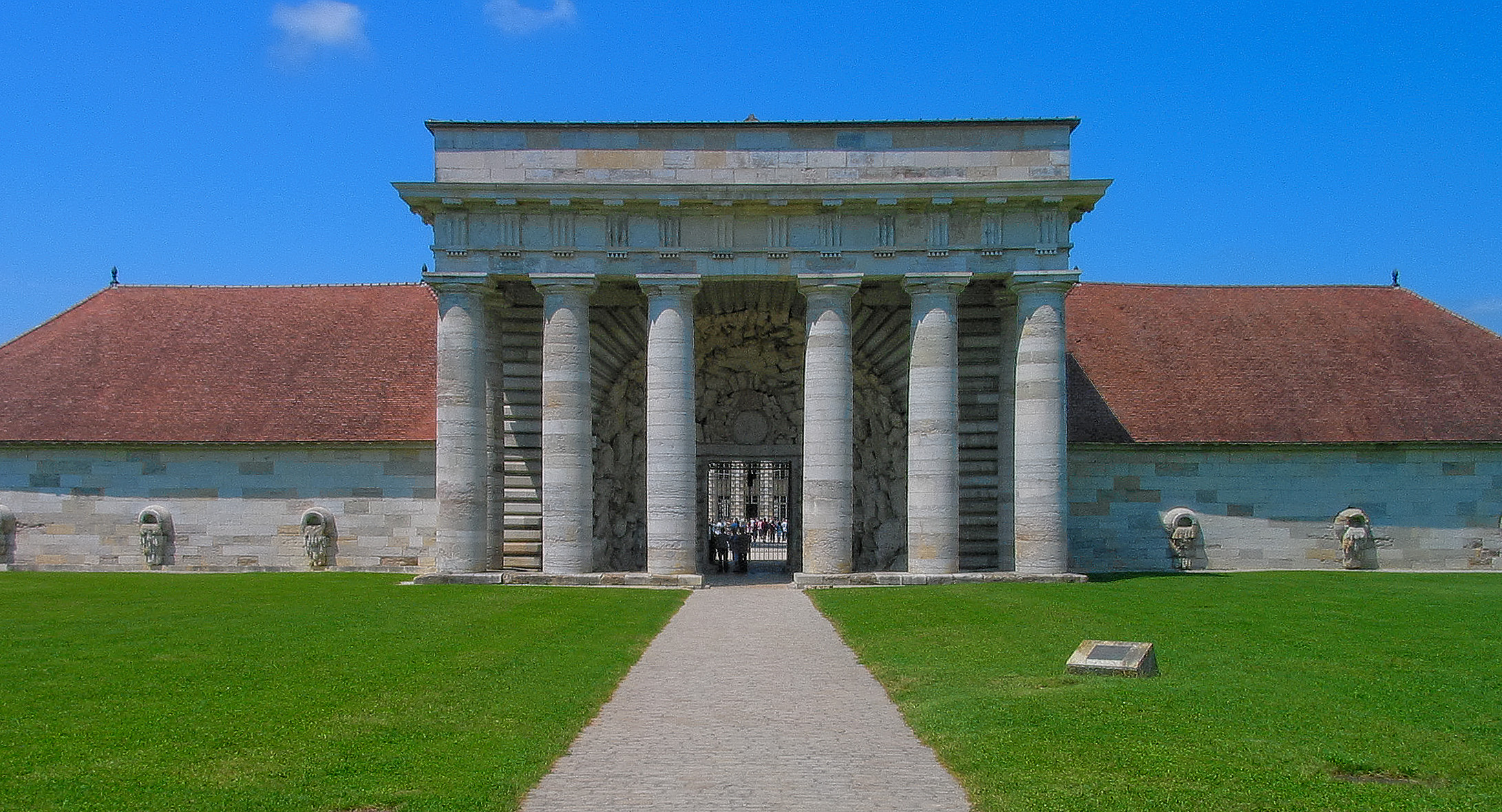
Das Portalgebäude zur Saline

Portalbau: Das Torhaus im Süden bildet den einzigen Zugang zur Anlage. Hier mündet eine schnurgerade Straße von der Loue, dem naheliegenden Fluss, kommend. Jeglicher Verkehr kann hier kontrolliert werden, der Salzdiebstahl wird auch dadurch minimiert, dass die Arbeiter die Saline nicht verlassen dürfen. Neben den Wachposten beherbergt der Bau auch einen Richterraum, das Gefängnis und das Frischwasserreservoir. Der außen vorgelagerte Portikus besteht aus sechs fußlosen dorischen Säulen, die einen schweren Architrav tragen. Er erinnert durch Proportion und mittleres verbreitertes Interkolumnium an die zeitgenössischen Darstellungen der Propyläen auf der Athener Akropolis, die Ledoux sicherlich kennt. Hinter dem Portikus ist die Durchfahrt durch das Gebäude als imitierte Steingrotte gestaltet, der Mitteltrakt des Baus ist zweigeschossig und mit einem geknickten Pyramidendach gedeckt, die Seitenflügel sind eingeschossig und mit Walmdach versehen.
Haus des Direktors: Folgt man der von der Loue kommenden Straße durch das Portal weiter nach Norden, so führt der Weg genau auf das Portal des Hauses des Direktors zu. Es ist das geometrische Zentrum der Anlage und flankiert von den eigentlichen Fabrikationsbauten. Dem kubischen Hauptkörper mit Pyramidendach und Laterne ist ein Portikus mit schweren Rustika-Säulen vorgestellt, deren Säulentrommeln durch kubische Einschübe gegliedert sind, sodass sich ein berühmtes Licht- und Schattenspiel ergibt. Ein Okulusfenster im Tympanon, das den Brennpunkt des Halbkreises der Saline markiert, symbolisiert das Auge des Direktors, der als direkter Vertreter des Königs sämtliches Geschehen im Hof überwacht. Die Idee des Panopticons, des Überwachungsturmes, ist ein altbekanntes Element, das einige Jahre später Jeremy Bentham einem Gefängnisentwurf zugrunde legt. Hinter dem Portikus und dem Eingang folgt eine aufsteigende Treppenfolge, die in die Kapelle mit ihrem am höchsten Punkt installierten Altar mündet. Die Besucher des Gottesdienstes müssen den Gottesdienst auf den Stufen stehend nach oben blickend feiern, der Direktor folgt dem Geschehen hinter ihnen auf einer Empore. Seitlich dieses Bereiches liegen Wohn- und Verwaltungsräume.

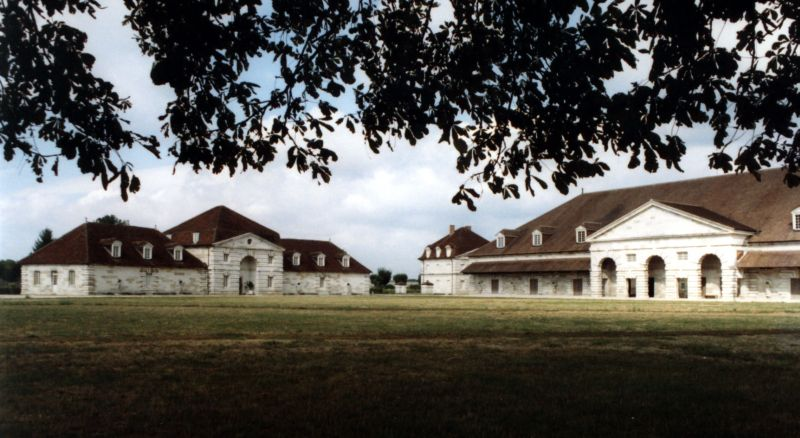
Wohnhaus, Verwaltung und westliche Salzwerkstatt

Die Salzsteuergebäude liegen westlich und östlich des Hauses des Direktors, am Schnittpunkt der Geraden und des Halbkreises. Hier waren Verwaltungsräume und Wohnungen der Vorarbeiter und der Baumeister untergebracht. Die Eingangsfassaden zeigen zum Zentrum der Anlage hin, die Bauten sind wie alle Gebäude in teilweise rustiziertem Mauerwerk errichtet. Das Eingangsmotiv ähnelt dem des Stalles des Direktors: Ein Halbbogen ruht auf zwei Säulen, der vertiefte Durchgang unter dem somit akzentuierten Gesims in Kapitellhöhe ist breiter als die Bogenbreite.
Salzwerkstätten: Die beiden Salzwerkstätten links und rechts des Direktorenhauses sind einfache, rechteckige Bauten auf einem gewaltigen Grundriss von 81 × 28 Metern, hohe Walmdächer mit kleinen Gauben überspannen die Feuerstellen mit ihren Salzsiedepfannen, Lagern und Trockenräumen. Die Eingänge sind wieder durch Giebelportiken gekennzeichnet. Allerdings weisen sie keinerlei Säulen auf, drei größere bogenbekrönte Öffnungen und zwei mannshohe Türen bilden die Durchgänge.
Wohnungen und Werkstätten: Zwei der vier übrigen Bauten des Runds sind den Werkstätten vorbehalten, zwei weitere nehmen in ihren eingeschossigen Seitenflügeln jeweils zwölf Wohnungen à vier Personen auf, die je aus einem einzigen Zimmer besteht, das über einen Mittelflur erschlossen wird. Als eigentlichen Lebensraum der Arbeiterschaft plant Ledoux die sich über zwei Geschosse mit Galerie erstreckende Gemeinschaftsküche, die auch das ganze Haus beheizen soll. Hier verwirklicht er sein Idealbild des Lebens in Gemeinschaft nach den Gesetzen der Natur. Der Haupteingang des Hauses liegt im höheren, hier mit Dreiecksgiebel akzentuierten Mitteltrakt, er weist zum Haus des Direktors und besteht nur aus einem Rundbogenportal.

### Architektonische Bewertung

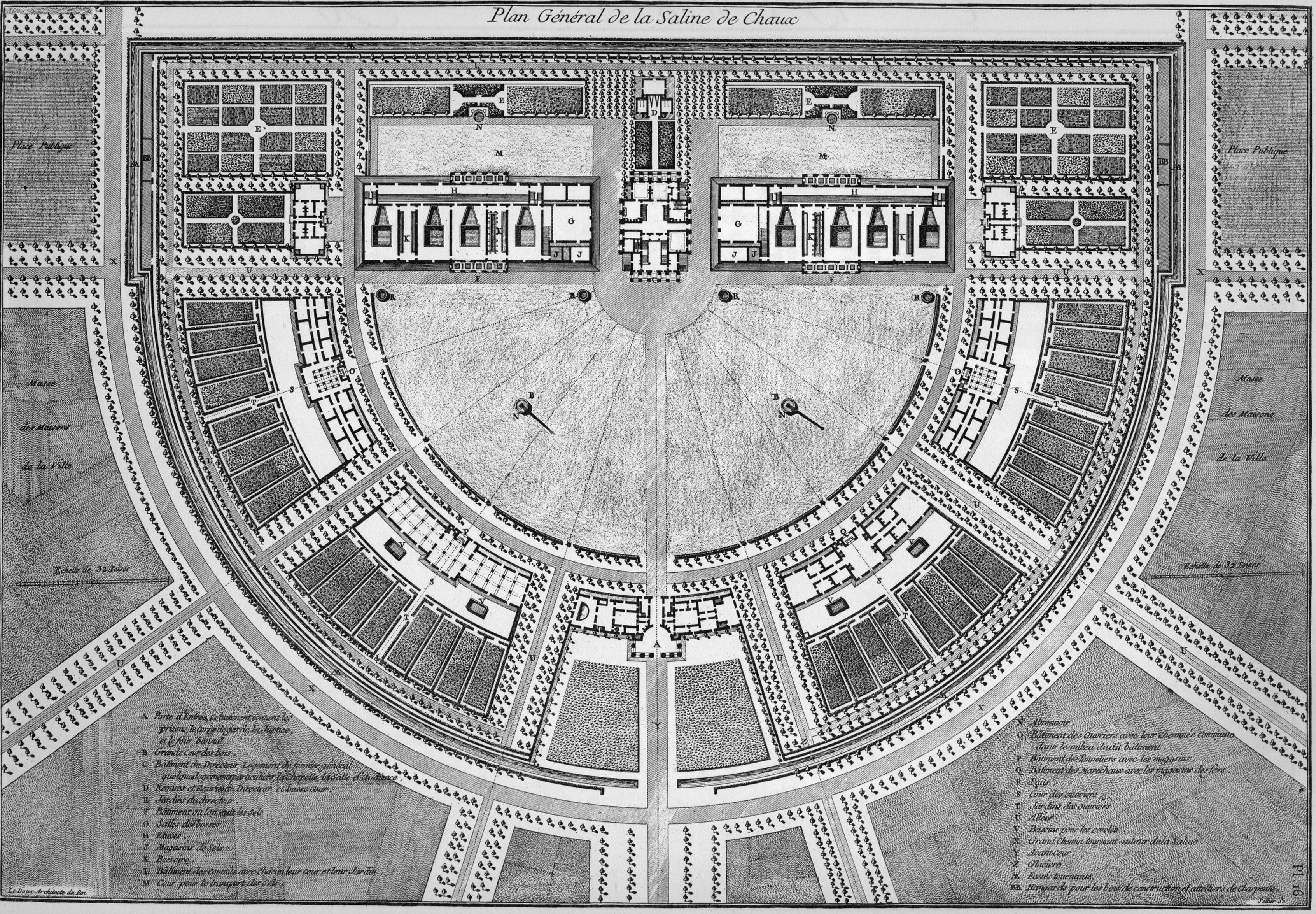
Original-Plan der erbauten Saline

Ledoux errichtet in Chaux nicht nur eine einfache Fabrikanlage. Der Anspruch liegt höher. Neben der rationalen Aufgliederung in einzelne Funktionen in einer aufgelockerten Geometrie, der Aufwertung der zuvor als minderwertig empfundenen Bauaufgabe und der neuartigen Architektur mit ihren rustikalen Motiven im Detail und der durch einfache Körper geprägten Großform liegen der Saline auch gesellschaftliche und politische Vorstellungen zugrunde. Die Staatsform, der Absolutismus ist in der Anlage ablesbar, das Haus des Direktors im Zentrum stellt auch das uneingeschränkte Machtzentrum dar. In totalitärer Weise werden von hier sämtliche Abläufe koordiniert und überwacht, die Arbeiter als Untertanen unterliegen dem Direktor als Herrscher nicht nur physisch, dürfen sie doch die Anlage nicht verlassen, sondern auch auf geistiger Ebene: Der Gottesdienst, eigentlich Feier und Stunde der Zuversicht, findet unter Aufsicht des Direktors, in seinem Haus und unter räumlich erniedrigenden Bedingungen statt. Nicht die Erkenntnis, Salz der Erde zu sein steht im Vordergrund, sondern Diener des Salzes.
Die abnehmend aufwendige Gestaltung der Portale legt eine Hierarchie der Teile der Saline dar: Direktor – Wache – Verwaltung – Produktion – Arbeiter.
Auf der anderen Seite bemüht sich Ledoux, jede Stufe der Gesellschaft gebührend zu würdigen. Das Leben der Arbeiter soll durch das Erleben der Gemeinschaft aufgewertet werden, dieses Leben nach den Gesetzen der Natur soll durch einen anspruchsvollen baulichen Rahmen sowohl der Wohnungen als auch der Arbeitsstätten möglich werden. Der ideale Anspruch und die unmenschliche Realität klaffen allerdings weit auseinander: Zimmer für vier Personen werden aus künstlerischen Gründen nur mit winzigen urnenförmigen Fenstern belichtet und belüftet, aus gleichen Gründen verzichtet Ledoux auf Schornsteine in den Salzsiederäumen, in denen die Arbeiter ihre Zwölfstundenschichten zu verrichten haben, was zu Atemwegserkrankungen und frühem Tod unter ihnen führt.

### Die Saline heute
Die Saline blieb bis 1895 in Betrieb. Mit dem folgenden Fall des Salzmonopols und der Salzsteuer konnte die Saline die ihr zugedachte Bedeutung nie erreichen. Außerdem war der Salzgehalt der genutzten Sole zu gering, um wirtschaftlich erfolgreiche Salzproduktion zu betreiben. In den 1920er Jahren unter Denkmalschutz gestellt, diente sie als Gestüt, Lager, Kaserne und als Internierungslager während des Zweiten Weltkrieges. Schließlich wurde sie saniert und die teilweise zerstörten Teile rekonstruiert, so dass die Königliche Saline von Arc-et-Senans heute als Weltkulturgut ein Ledoux-Forschungszentrum, ein Museum über die Salzgewinnung und ein Museum über die Werke und Ideen des Erbauers Claude-Nicolas Ledoux sowie Gästezimmer beherbergt. Die beiden ehemaligen Salzwerkstätten werden heute als Veranstaltungszentrum für Ausstellungen, Konzerte und Ähnliches genutzt. In der westlichen Salzwerkstätte ist das „Centre de Lumière“ installiert, in dem verschiedene UNESCO-Weltkulturstätten multimedial präsentiert werden. Im Direktorengebäude ist neben der Dauerausstellung zur Salzgewinnung auch Raum für Wechselausstellungen. 2025 sind alle 11 erhaltenen Gebäude renoviert und werden genutzt.
Seit Juni 2022 ist der Halbkreis der Anlage zu einem vollständigen Kreis ergänzt. Bei Ledoux sollte durch die Schließung des Kreises eine ideale Stadt entstehen, heute besteht der zweite Halbkreis aus Gärten, die im Sinne von Ledoux auch ein Idealbild repräsentieren: Das eines verantwortungsvollen Umgangs mit der Natur, der hier veranschaulicht und erfahrbar gemacht werden soll. Insgesamt bilden jetzt die beiden Halbkreise einen „Cercle immense“, der sich in ständiger Veränderung befindet und zu Erkundungen einlädt. 
Für blinde Besucher gibt es in der Eingangshalle eine Blindenkarte. Besichtigt werden sollte auf jeden Fall auch die historische Saline in Salins-les-Bains.

## Die Idealstadt
Die Französische Revolution beendete schlagartig das bauliche Schaffen von Claude-Nicolas Ledoux, war er doch Vertreter und Baumeister des Ancien Régime. 1793 wurde er für ein Jahr in Haft genommen und entging einer Ermordung durch die Revolutionstribunale. Sein Leben wurde in der Folge von Gönnern finanziert, Ledoux widmete sich ganz der theoretischen Arbeit und Aufarbeitung seines Gesamtwerkes.

### „L’Architecture …“
Bevor Ledoux 1806 starb, konnte nur der erste Band seines auf vier Bände angelegten Werkes L’Architecture considerée sous le rapport de l’art, des moeurs et de la législation veröffentlicht werden. Er enthält die Beschreibung einer Chaux genannten idealen Stadt in Form eines Reiseberichtes, der voller Anspielungen und Zitate klassischer Autoren steckt. Wie der Titel verrät, wird nicht nur die Architektur der Stadt beschrieben, sondern auch die sie bewohnende Gesellschaft, die Sitten und die Moralvorstellungen. Ledoux sagt über den Architekten: „Alles fällt in seinen Bereich – Politik, Sittlichkeit, Gesetzgebung, Kultur und Regierung“, er sei „Rivale des Schöpfers“. Die Stadt mit der ja tatsächlich errichteten Saline im Zentrum wird als teilweise existent, teilweise im Bau beschrieben. Tatsächlich enthält die Fabrikanlage ja schon „urbanistisches Potential“ zum weiteren Ausbau, der Rest ist Utopie eines zur Untätigkeit verdammten Baumeisters, der sich und sein Werk in der gerade errichteten neuen Staatsordnung zu verteidigen versucht, die Selbstrechtfertigung reicht bis zur Anbiederung an die neue Ordnung.
Obwohl Ledoux es anders darstellt, stammen die dargestellten Entwürfe aus der langen Zeit von 1774 (Salinenentwurf) bis ins 19. Jahrhundert. Widersprüche machen eine beschriebene Gesamtkonzeption unglaubwürdig, die Entwürfe reichen von Realisiertem über durchgearbeitete Ideen bis zu literarisch notwendigen Ausschmückungen. Grundsätzlich scheint eine Realisierung einer neuen Stadt im Wald von Chaux vor der Revolution denkbar gewesen zu sein. Savoyen, Frankreich, und die autonome Provinz Franche-Comté suchten am wirtschaftlichen Erfolg der Stadt Genf teilzuhaben und projektierten Gegenstädte in der Umgebung. Von diesen Vorhaben kam aber lediglich das savoyische Projekt in Carouge zur Ausführung. Es liegt direkt an der südlichen Grenze Genfs, Chaux hingegen liegt 100 Kilometer entfernt.

### Erste Variante
Die vermutlich älteste Darstellung Ledoux’ von Chaux zeigt einen Grundriss, der ohne auf die Umgebung sonderlich einzugehen, in den realen Plan des Waldes von Chaux eingetragen ist. Die Stadt legt sich kreisförmig um die realisierte Salinenanlage.
Die Saline ist zu einem vollständigen Kreis erweitert. Die fünf neuen, gespiegelten Bauten beinhalten Rathaus und Kasernen. Auch dieser Bezirk wird von einer Mauer umgeben, der Kern der Stadt ist somit unzugänglich. Hinter einem die Mauer einschließenden Boulevard folgt die ringförmige Wohnbebauung von unterschiedlicher Dichte: Im Süden liegen geschlossenere Hofbebauungen mit Nutzgärten, im Norden palaisartige Grundrisse mit Ziergärten. Im Osten und Westen liegen zwei öffentliche Plätze, die Kirche und Gericht in Form von Längsbauten aufnehmen. Die gesamte Stadt ist von einem ringförmigen Wall umgeben, der den Charakter der Grenzstadt unterstreicht. Der Gesamtentwurf beruht eher auf formalen Beweggründen als auf funktionalen.

### Zweite Variante

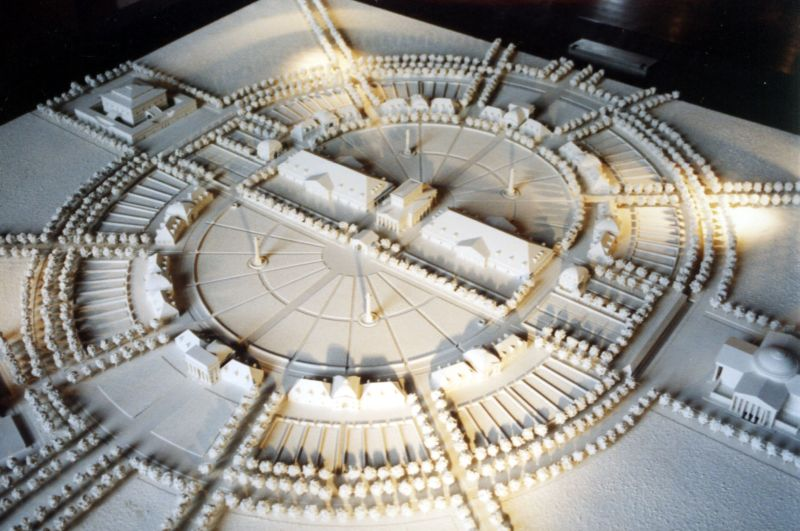
Modell der Erweiterung zur Idealen Stadt

Die jüngere Perspektive der Stadt Chaux zeigt zunächst starke Übereinstimmungen mit dem Grundriss. Saline und Kasernen bilden das ummauerte Zentrum. Aber statt dem strengen Gürtelprinzip zu folgen, fließt die Stadt nun in die Landschaft, sie wird, wie im Folgenden zu sehen sein wird, immer mehr zur Stadt im Wald. Sie wird zu physischer Umgebung für eine tugendhafte, ideale Gesellschaft. Die öffentlichen Bauten präsentieren sich als Zentralbauten, die Kirche liegt jetzt im Westen, ein Markt im Osten. Neu hinzu kommen Börse, Bad und weitere kirchenartige Gebäude, sodass die Anzahl der eigentlichen Wohnhäuser schwindet.

### Einzelgebäude
Ledoux zeigt zahlreiche dieser öffentlichen Großbauten in Einzelansichten. Einige stehen in städtischen Gefügen, andere sind schon komplett in Wald- und Felslandschaften versetzt, die an Arkadien erinnern. Ihnen allen zu Eigen ist das Zentralbaumotiv als Unterstreichung des Ledoux’schen Gemeinschaftsideales, das er in den Beschreibungen seines Textes immer wieder hervorhebt. Hier fällt auf, dass die literarische Schilderung der Nutzung und der Gesellschaft wichtiger wird als Stimmigkeit in Architektur und Städtebau.
Die Darstellungen der Louebrücke ist gleichzeitig die jüngste Darstellung der Stadt. Sie ist im Hintergrund asymmetrisch und regellos in die Landschaft gewürfelt, diese ist wiederum reine Phantasie und hat wenig mit der Umgebung von Arc-et-Senans zu tun. Auch die Umgebung der projektierten Kanonenfabrik, die den Osten Frankreichs versorgen sollte, zeigt eine Stadt in der Natur. Sie stellt damit einen weiteren gewerblichen Bau von Chaux dar. Interessant ist in diesem Zusammenhang, dass Ledoux der Stadt eine industrielle Grundlage verleiht, er sich also von traditionellen Stadtgründungsgründen wie Handelsförderung oder militärischen Notwendigkeiten entfernt und die wirtschaftliche Existenzgrundlage der Städte des späten 19. Jahrhunderts vorwegnimmt.

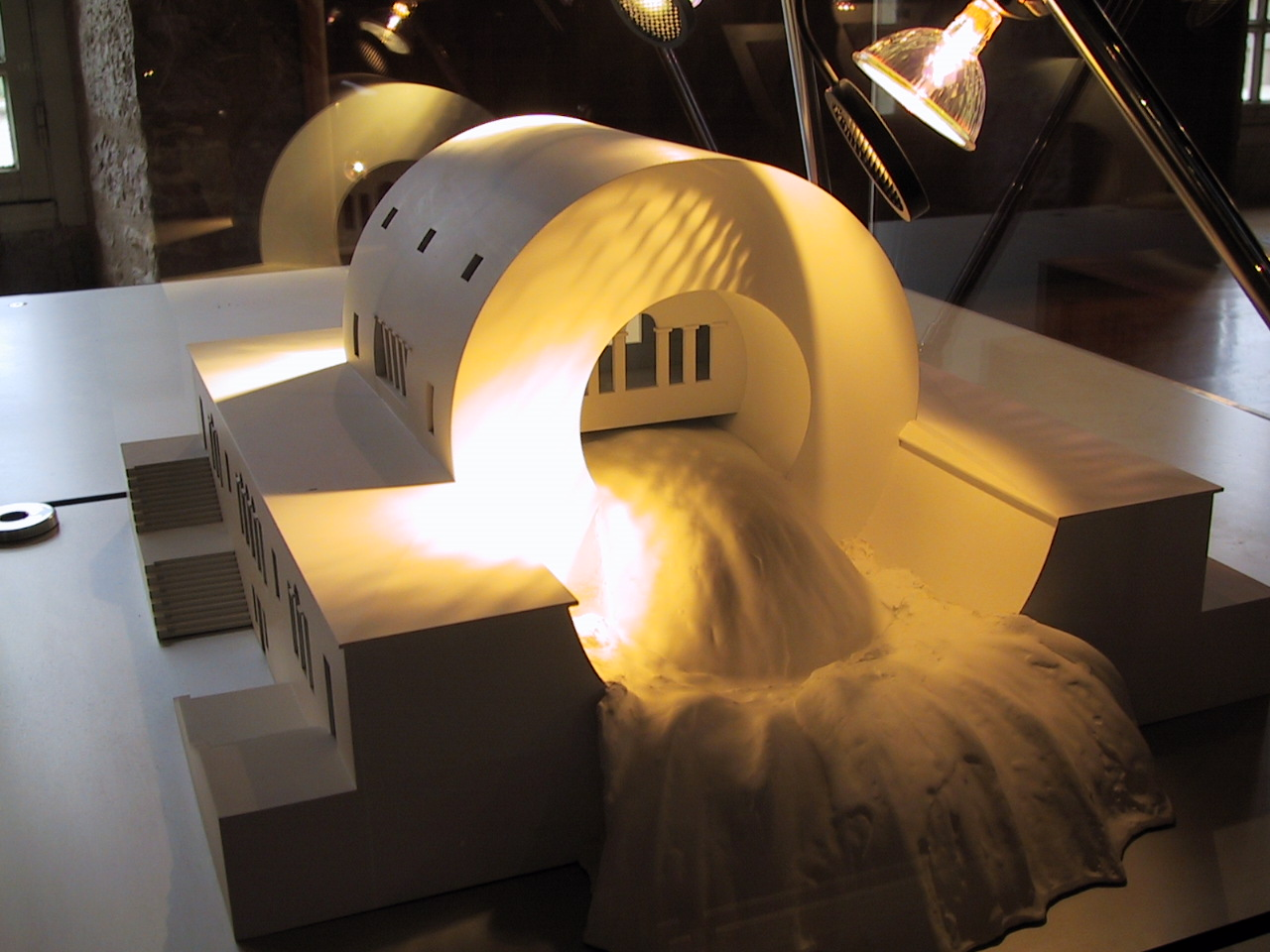
Modell des geplanten „Haus des Flusswächters“

Berühmt sind zahllose Entwürfe von Ledoux, die ideale Behausungen einzelner Berufe, nie aber städtische Wohnformen darstellen. Im Sinne der „architecture parlante“ sind Nutzung und Bewohner am Äußeren ablesbar: Das Haus des Köhlers scheint aus geschichteten Briketts zu bestehen, das Haus des Holzfällers besteht aus imitierten Holzstämmen; Ledoux verweist hier auf Laugiers „Urhütte“. Das Haus des Flusswächters umschließt den Fluss schließlich auch physisch. Ledoux hat sich von der Stadt im herkömmlichen architektonischen Sinne entfernt, er beschreibt ideale Architekturen in einer idealen Gesellschaft.
In diesem Sinne sind auch seine erfundenen Bautypen zu verstehen. Neologismen wie Pacifère (friedensstiftendes Schiedsgericht) oder Panaréthéon (Haus der vollendeten Tugend) erinnern an antike Bauten, ihre Funktion ist die Vermittlung von Tugend, Gemeinschaft, Brüderlichkeit. Ledoux schweben Ideale der Freimaurerei vor, und er glaubt, dass der Einzelne durch Architektur zu beeinflussen sei. Wissensvermittlung ist eine weitere Grundlage seiner Gesellschaft, so tragen zahlreiche seiner Bauten Inschriften und bildliche Darstellungen zu den verschiedensten Themen.

### Cenobies
Wie entschieden sich Ledoux vom städtischen Wohnen entfernt und das Landleben idealisiert, zeigt der Entwurf des cenobies, eines klosterähnlichen Baues für Gemeinschaften im Wald. In dieser Stadt unter einem Dach findet eine Rückkehr zur Urgesellschaft statt: „Durch den Umgang mit den Menschen in unserer Umgebung können wir entweder tugend- oder lasterhaft werden, wie der rauhe oder der glatte Kieselstein: Glück und Wohlbefinden lassen sich also in dem angenehmen Gefühl gemeinschaftlicher Vergnügung finden. Daher jene cenobies, erbaut im Schatten stiller Wälder, wo weise Männer gemäß den schlichten Gesetzen der Natur zusammenleben und das wünschenswerte Glück der fabelhaften Zeiten des Goldenen Zeitalters zu verwirklichen suchen.“
Die Gemeinschaftsidee bei den cenobies und den anderen Projekten öffentlicher Bauten werden durch Zentralbauten oder -anlagen mit ihrer klaren Mitte deutlich, so wie sich dies bei den Arbeiterhäusern der Saline andeutete.

### Der Friedhof
Der Kreis ist die ideale Form für die Zentralbauidee. In der Idealisierung der Natur spielt der Kreis ebenfalls eine große Rolle: „Alles ist kreisförmig in der Natur. Der Stein, der ins Wasser fällt, verbreitet unbestimmte Kreise, die Schwerkraft wird von der Rotationsbewegung unaufhörlich bekämpft; die Luft, das Meer, sie bewegen sich in ständigen Kreisen; der Magnet hat seine strudelnden Magnetfelder; die Erde ihre Pole (…); die Satelliten des Saturn und des Jupiter drehen sich um diese; schließlich kreisen die Planeten in ihrem immensen Orbit.“
Ledoux’ radikalster Entwurf, der Friedhof, zeigt in seinem Kern sogar eine Kugel. Sie ist zur Hälfte im Boden versenkt und von konzentrischen Katakomben umgeben. Als Zentrum der „Stadt der Toten“ ist sie nicht betretbar, die Kugel ist Mitte der Gemeinschaft der Toten, sie ist für Ledoux nun auch Bild der Natur, ja des Universums.

### Résumé
Das Idealstadtprojekt von Chaux ist wie die meisten Idealstadtentwürfe die Idee eines einzigen Menschen, hier also Claude-Nicolas Ledoux. Sein dem Entwurf zugrunde liegendes Gesellschaftsbild allerdings ist nicht einheitlich und von Widersprüchen geprägt. Ledoux war kein Republikaner, er war Anhänger der Monarchie und der Aufklärung. Statt der Egalisierung aller Menschen wollte er zunächst jede Stufe der sozialen Leiter gebührend würdigen. Dabei gibt es gewaltige Unterschiede zwischen gelegentlich naiv anmutenden architektonischen Wohltaten und der Nutzung in der Realität. In seinen späteren Schriften taucht dann eine reformierte Gesellschaft auf, die auf Prinzipien der Tugend, der Weisheit, der Vernunft und der Erkenntnis aufbaut. Die Gemeinschaft der Menschen erlebbar zu machen, zeichnete Ledoux’ Einzelarchitekturen aus. Die Mitte als Entwurfsprinzip gibt es allerdings nicht in den Stadtgrundrissen, sie lassen sich so als ältere Ideen erkennen. In jüngeren Fassungen tauchen Stadtansichten deshalb nicht mehr auf.
Jedes Element der Gesellschaft und der Architektur war für Ledoux eigenständig, aber in den Zusammenhang eingebunden. Diese Erkenntnis von Rousseaus Gesellschaftsvertrag veranlasste den Architekten zur individuellen Gestaltung jedes Baues in freistehender Form, womit er für Emil Kaufmann (1935) zum Begründer der autonomen Architektur und damit der modernen Architektur wurde. Trotzdem bediente sich Ledoux auch noch barocker Elemente: Der halbkreisförmige Platz, der als Bühne zur Aufführung der Gesellschaftsordnung diente, ist auf ein absolutes Zentrum ausgerichtet.

Bildergalerie
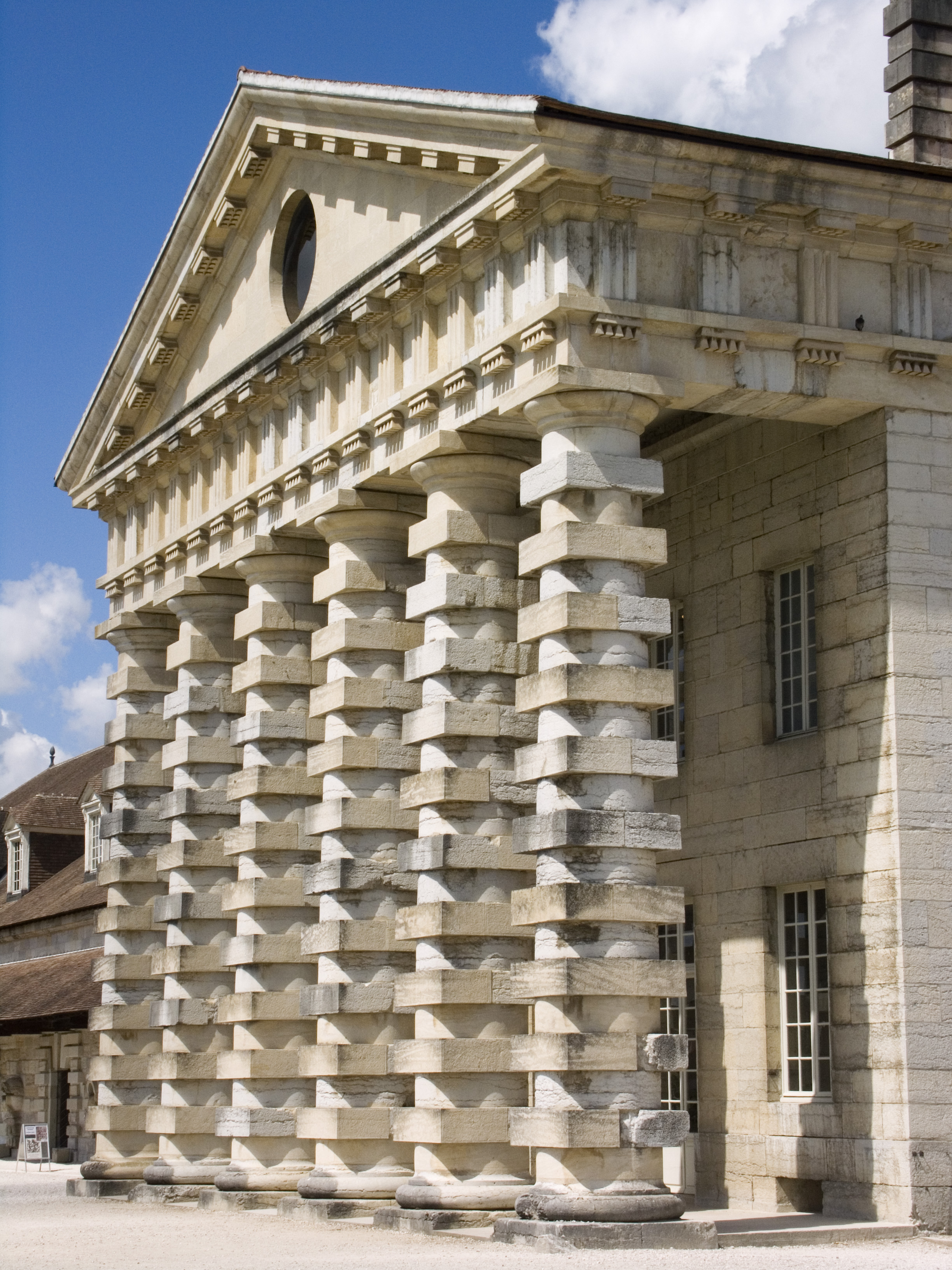
Bossierte Säulen am Haus des Direktors
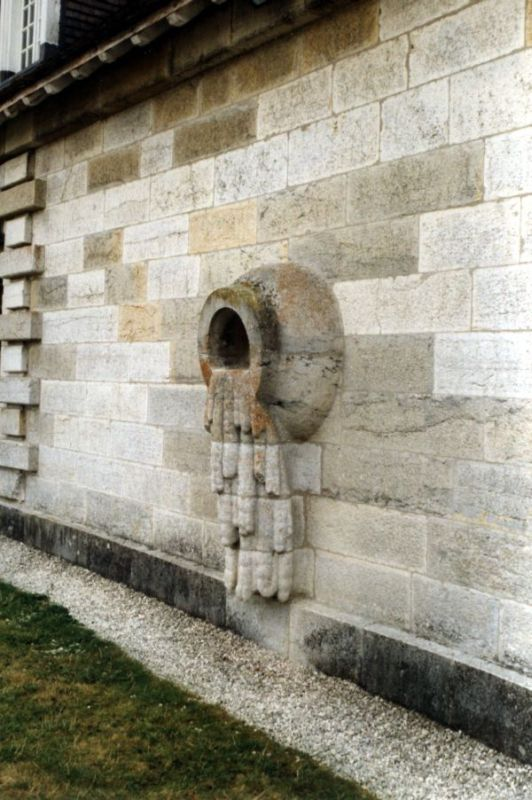
Dekorative Urne, aus der die Sole fließt
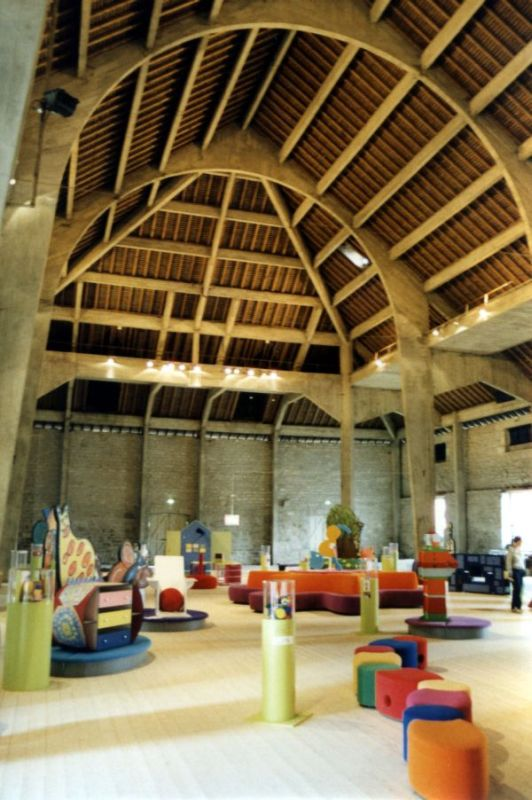
Innenansicht der westlichen Salzwerkstatt
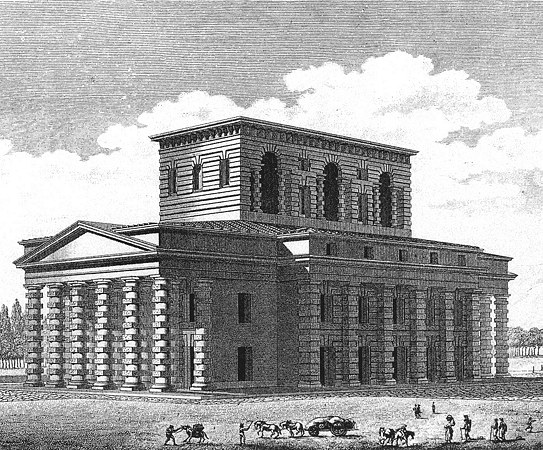
Projekt

## Film
- Claude-Nicolas Ledoux: Die Saline von Arc-et-Senans. Dokumentarfilm, Frankreich, 2004, 26 Min., Buch und Regie: Stan Neumann, Produktion: arte France, Reihe Baukunst, Erstsendung: 1. September 2008, Inhaltsangabe bei arte.